# Thomas Schiestl (Fußballspieler)
Thomas Schiestl (* 31. August 2002 in Schwaz) ist ein österreichischer Fußballspieler.

## Karriere
Schiestl begann seine Karriere beim SK Jenbach. Im September 2010 wechselte er zum SC Schwaz. Zur Saison 2016/17 kam er in die AKA Tirol. Nach einem halben Jahr in der Tiroler Akademie wechselte er im Jänner 2017 in die Akademie des FC Red Bull Salzburg. Bei den Salzburgern durchlief er fortan sämtliche Altersstufen. Im Dezember 2019 spielte er gegen den FC Liverpool zudem erstmals für die U-19-Mannschaft in der UEFA Youth League.
Im Juli 2020 debütierte er für das Farmteam FC Liefering in der 2. Liga, als er am 28. Spieltag der Saison 2019/20 gegen den Grazer AK in der 74. Minute für Luis Phelipe eingewechselt wurde. Insgesamt kam er zu 19 Zweitligaeinsätzen für Liefering. Nach der Saison 2021/22 verließ er Salzburg.
Im Juli 2022 wechselte er innerhalb der 2. Liga zum Grazer AK, bei dem er einen bis Juni 2024 laufenden Vertrag erhielt.